# 1. Klavierkonzert (Rachmaninow)
Das Klavierkonzert Nr. 1 fis-Moll, op. 1 ist die erste Komposition in dieser Gattung im Schaffen des russischen Komponisten Sergei Wassiljewitsch Rachmaninow.

## Entstehung
Rachmaninow schrieb das Konzert in den Jahren 1890/91 im Alter von 17 Jahren, noch während er am Moskauer Konservatorium studierte. Im Jahr 1917, kurz vor seiner Auswanderung in die USA, überarbeitete er das Werk grundlegend.

## Zur Musik

### Satzfolge
1. Satz: Vivace
2. Satz: Andante (D-Dur)
3. Satz: Allegro vivace (fis-Moll - Fis-Dur)

### Analyse
In seinem ersten Klavierkonzert orientiert sich Rachmaninow an Vorbildern der Romantik. So erinnern die das Werk einleitenden Akkord- und Oktavketten an die Klavierkonzerte von Edvard Grieg und von Robert Schumann. Während sich der Klaviersatz mit seiner als „dritte Hand“ bezeichneten Mittelstimme ebenfalls an Schumann orientiert, geht die Harmonik auf Pjotr Iljitsch Tschaikowski zurück. Der Übergang zwischen Mittelsatz und Finale ist an den entsprechenden Satzübergang aus dem Klavierkonzert Nr. 5 von Ludwig van Beethoven angelehnt.
Trotz der Orientierung an den Vorbildern der Romantik zeigen sich in Rachmaninows erstem Klavierkonzert erste Ansätze für die sich entwickelnde Tonsprache des Komponisten. Diese wird in der 1917 überarbeiteten Form des Konzerts noch deutlicher, in der sich das Konzert stilistisch Rachmaninows Klavierkonzert Nr. 4 annähert.

## Wirkung
Am 14. März 1892 wurde in Moskau der erste Satz des Konzerts zur Uraufführung gebracht; zum ersten Mal vollständig erklang das Konzert im Jahr 1900 in London.
Das Werk spielt heute in den Konzertspielplänen sowohl insgesamt als auch innerhalb Rachmaninows Schaffen eine eher untergeordnete Rolle.